# Trigrader Schlucht

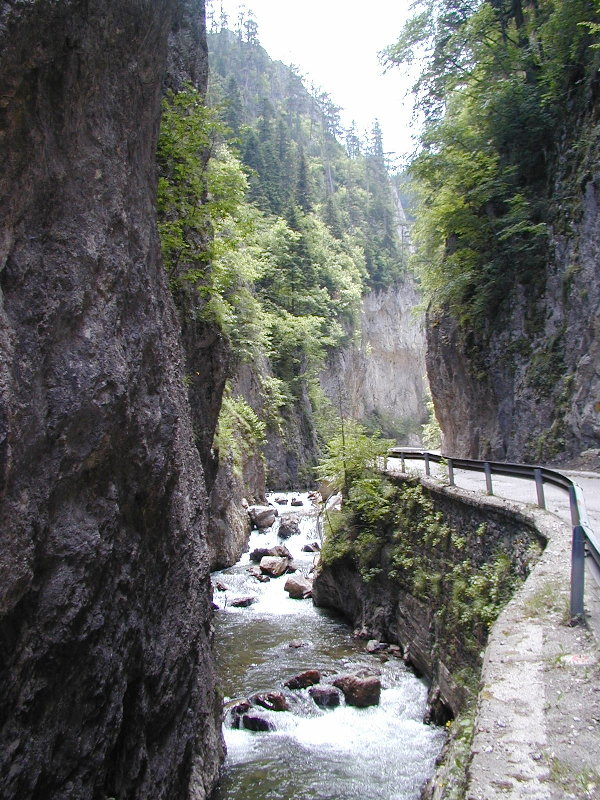
Die Trigrader Schlucht

Die Trigrader Schlucht (bulgarisch Триградско ждрело [triˈɡradsko 'ʒdrelo]) ist ein Canyon aus senkrechten Marmor-Gesteinswänden im Rhodopen-Gebirge und liegt im Bezirk Smoljan, einem der südlichsten Bezirke Bulgariens. Seit 1963 hat die Schlucht Schutzgebiet-Status.

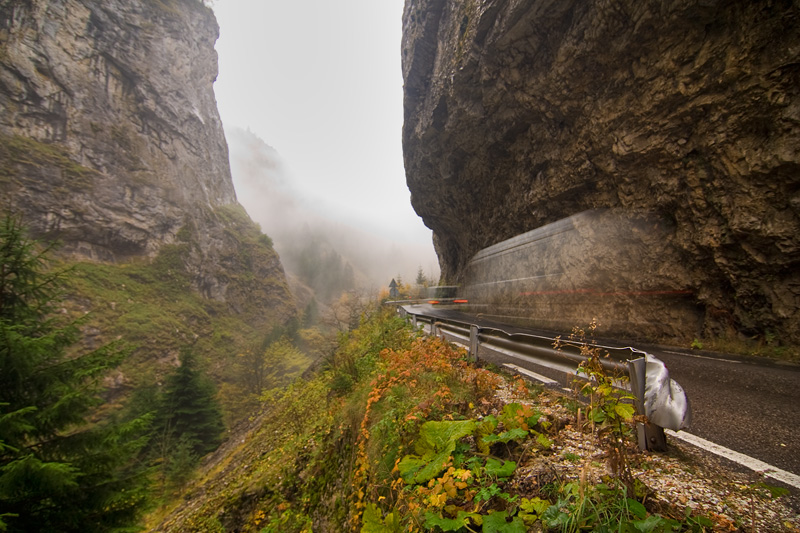
Trigrader Schlucht im Herbst

Durch die Schlucht fließt der Fluss Trigrad, der nahe der Ortschaft Gyovren in einem 42 Meter hohen Wasserfall in die Teufelsrachen-Höhle (bulgarisch Dyavolsko Garlo (пещера Дяволското гърло)) hinabstürzt. Fünfhundert Meter flussabwärts tritt der Fluss wieder in einer großen Karstquelle zutage und mündet später in die Buynovska.
Die Felsen am Westhang der Schlucht sind bis zu 180 Meter hoch, der östliche Hang bis zu 350 Meter. Im oberen Teil hat die Schlucht eine Breite von 300 Metern, verengt sich jedoch im nördlichen Flussabschnitt im weiteren Verlauf zu einer Klamm von 100 Metern Breite. Die Schlucht beginnt 1,2 Kilometer von der Ortschaft Trigrad entfernt und hat eine Gesamtlänge von etwa sieben Kilometern, von denen die eigentliche Klamm etwa zwei bis drei Kilometer lang ist.
Die Trigrader Schlucht gehört zu den 100 nationalen touristischen Objekten Bulgariens (Nr. 88).